# Kostel svatého Archanděla Michaela (Lepějovice)
Kostel svatého Michaela archanděla v Lepějovicích se nalézá asi 1,2 km jihovýchodně od centra obce Valy v okrese Pardubice. Kolem kostela prochází zelená turistická značka spojující Kokešov s městem Přelouč. Kostel je spolu s celým areálem přilehlého hřbitova chráněn jako kulturní památka. Kostel je filiálním kostelem choltické farnosti.

## Historie kostela
První písemná zmínka o kostele se připomíná se již roku 1350. Kostel je gotického původu ze 14. století a je jediným pozůstatkem zaniklé vsi Lepějovice, která zanikla zčásti při budování rybníků v 16. století a definitivně při parcelaci dvorů na choltickém panství v 18. století.

## Popis kostela
Je 16 m dlouhý a 7 m široký. Býval kdysi gotický, jak vidno na portálu sakristie. Po poškození v třicetileté válce byl roku 1819 důkladně přestavěn a poté byl roku 1889 opraven. Dnes je to jednolodní stavba s polygonálně uzavřeným presbytářem a sakristií na severní straně. Vnitřek je plochostropý se širokým triumfálním obloukem.

## Vybavení kostela
Hlavní oltář se soudobým obrazem pochází z konce 17. století, na severní straně lodi se pak dochoval hodnotný a rozměrný obraz sv. Tomáše Akvinského z 1. poloviny 18. století. Jsou to obrazy malířů Peška a Papáčka z Chrudimi.
U kostela stojí nízká dřevěná zvonice. Původně v ní byly dva zvony: 
- větší měl průměr 71 cm a byl z r. 1554, pořízený Petrem řečeným Kunátem Čápem, pánem na Valech. Zvon byl zrekvírován za I. světové války
- menší měl průměr 63 cm s erbem Dobřenských a byl z roku 1556. Zvon byl ukraden v devadesátých letech 20. století.

## Galerie

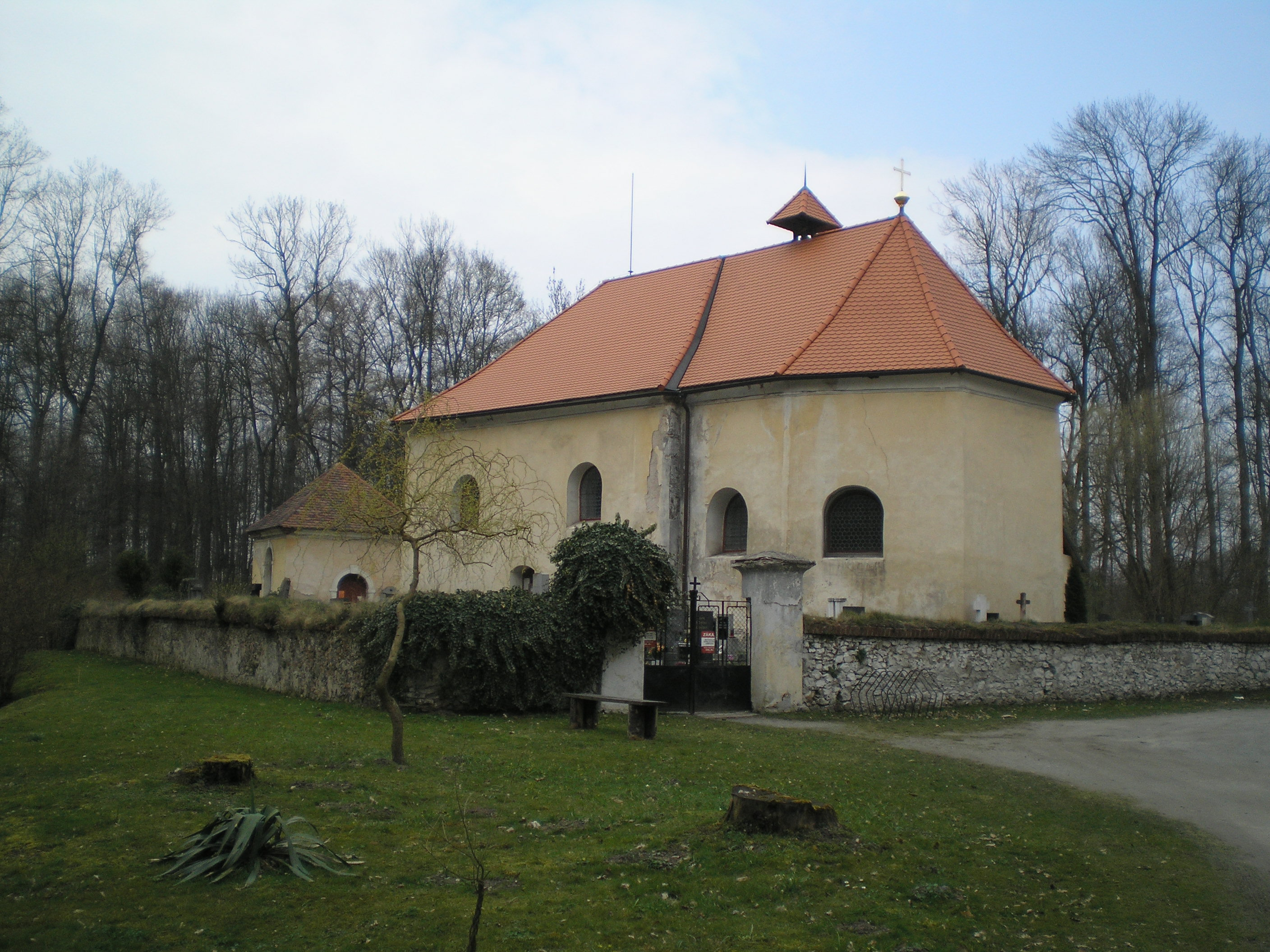
pohled na kostel svatého Michaela archanděla v Lepějovicích
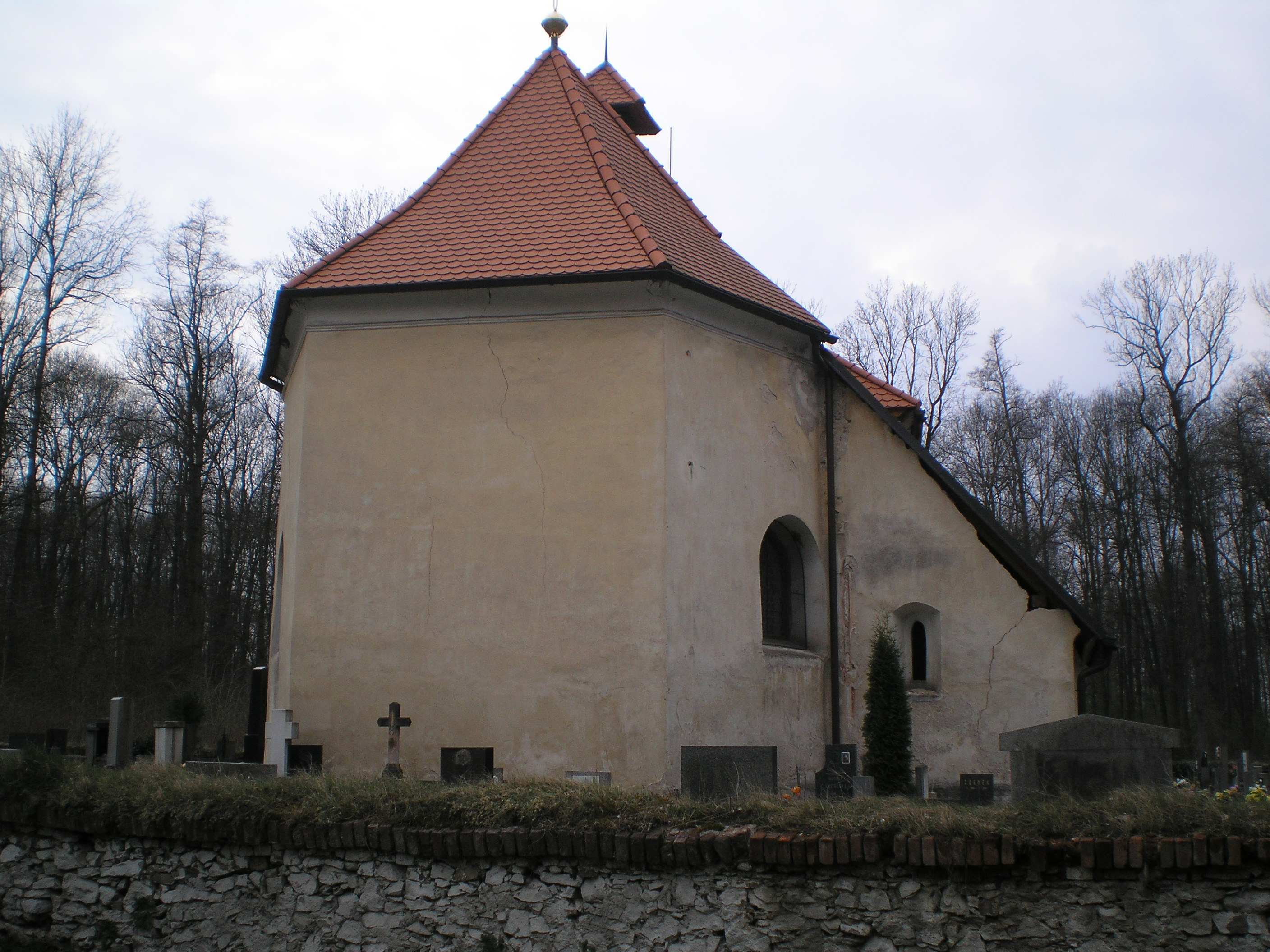
pohled na kostel svatého Michaela archanděla v Lepějovicích
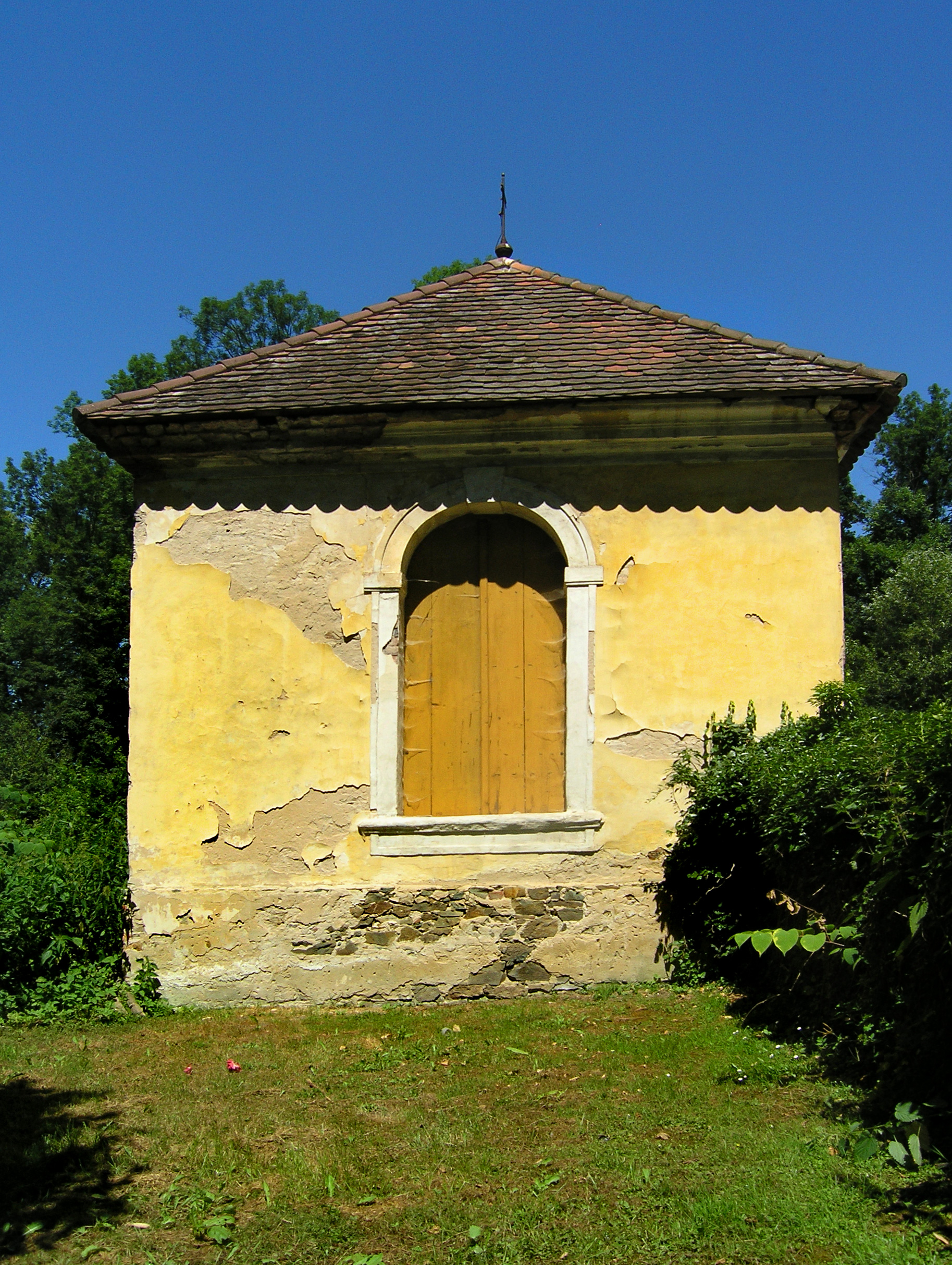
pohled na kostel svatého Michaela archanděla v Lepějovicích